# Rusconi Libri
La Rusconi Libri, meglio nota come Rusconi, è una casa editrice italiana.

## Storia
Nel 1966 Edilio Rusconi, che gestiva la casa editrice «Rusconi e Paolazzi» (diretta da Pietro Paolazzi), decise di mettersi in proprio. Fondò la «Rusconi editore», che nel 1968 diventò «Rusconi editore S.p.A.». Nei primi anni pubblicò esclusivamente delle riviste; poi nel 1969 creò la Divisione Libri. Amministratore delegato e direttore generale fu nominato Ugo Braga. Il primo direttore della Rusconi libri, dal 1969 al 1978, fu Alfredo Cattabiani. Cattabiani creò le collane letterarie "Cultura nuova","Tradizione" e "Problemi attuali" scegliendo come consulenti Elémire Zolla, Augusto Del Noce, Rodolfo Quadrelli e Quirino Principe.
La casa editrice, protagonista della cultura italiana per almeno quindici anni, fu la prima a portare in Italia, su proposta di Elémire Zolla, l'opera Il Signore degli Anelli di J.R.R. Tolkien. L'opera era apparsa in Italia nel 1967 con la traduzione della giovane Vicky Alliata (all'epoca diciassettenne), per i tipi dell'editore Mario Ubaldini. Scoraggiato dallo scarso esito delle vendite, Ubaldini non era andato oltre la pubblicazione del primo volume. Fu ripresa la prima traduzione affidandola al curatore Quirino Principe, che ne effettuò una revisione. Il successo dell'opera diede alla Rusconi un successo non solo di vendite, ma anche d'immagine. La casa editrice si aggiudicò poi i diritti di tutte le opere di Tolkien. Rusconi pubblicò inoltre testi di Ernst Jünger, Abraham Joshua Heschel, Joseph de Maistre, Eric Voegelin, René Guénon, Jean Daniélou, Ugo Spirito, Mircea Eliade, Pavel Florenskij, Marius Schneider e Mario Pomilio.
Nella collana "Narrativa Rusconi" fa il suo esordio Guido Ceronetti, sia come narratore (Aquilegia, 1971), sia come saggista (Difesa della luna, 1973). Il best seller della collana è Il quinto evangelio di Mario Pomilio (1975), che Rusconi si aggiudica dopo il rifiuto della Rizzoli. Negli anni settanta incontrano un buon successo le biografie di personaggi storici, come Giulio Cesare di Jérôme Carcopino e Cleopatra di Ernle Bradford, i libri per ragazzi e la manualistica.

Il successore di Cattabiani, Raffaele Crovi, pubblica, tra gli altri, Il suicidio della rivoluzione di Augusto Del Noce, Téchne. Le radici della violenza di Emanuele Severino e alcuni saggi di Jean Guitton. Nella collana "Narrativa Rusconi" appaiono L'ordalia di Italo Alighiero Chiusano, L'asino nero della tedesca Luise Rinser e i romanzi di Albert Cohen. Crovi presta una particolare attenzione anche alla divulgazione e all'attualità (collane "Classici del pensiero", "La musica", "Pamphlet", "Popoli e civiltà"). Infine rilancia il filone delle biografie pubblicando La contessa di Castiglione di Massimo Grillandi, che vince il Premio Bancarella 1979.
Nel 1981 Raffaele Crovi lascia l'incarico di direttore editoriale a Ferruccio Viviani. Viviani porta avanti le collane già esistenti (affida i "Classici italiani" a Vittore Branca e i "Classici della Filosofia" a Giovanni Reale e Giuseppe Girgenti) e ne inaugura di nuove, puntando su fotografia e grafica, arte e strenne su città e paesi. Non dimentica le biografie, da anni punto di forza della casa editrice, da quelle storiche a quelle contemporanee alle autobiografie. Infine, in questo decennio viene pubblicato il teatro di Diego Fabbri nonché le Opere di Giovanni Arpino. Nel 1986 avviene l'acquisizione di «Idealibri», una piccola casa editrice specializzata nella manualistica. Intanto l'anno precedente (1985) Edilio Rusconi ha lasciato la carica di presidente al figlio Alberto.
Negli anni novanta il settore periodici entra in crisi a causa della significativa riduzione degli introiti pubblicitari. Nel 1999 Alberto Rusconi decide di vendere la casa editrice al colosso francese Hachette. Per Rusconi, terzo gruppo italiano nel settore periodici a grande tiratura, è importante non avvantaggiare la concorrenza (Mondadori e RCS). I francesi si tengono i periodici però scorporano il settore libri e, tramite una triangolazione, lo cedono a RCS Editori. Hachette infatti effettua la cessione alla famiglia Caimi, proprietaria delle società «Opportunity Book», «Stock Libri», «Idealibri», «Joy Book» ed altre. Quest'ultima cede il catalogo Rusconi libri alla RCS mantenendo la proprietà del marchio.
Nel 2008 Maurizio Caimi, amministratore delegato di Opportunity S.p.A., trasferisce il marchio Rusconi Libri a un'altra delle sue società: RL Gruppo Editoriale S.r.l. di Santarcangelo di Romagna. Nel 2005 l'82% di Opportunity viene ceduto a Emmelibri del Gruppo Messaggerie; cinque anni dopo passa sotto il controllo della nuova società Giunti & Messaggerie S.r.l. (2010).
Nel 2011 RL Gruppo Editoriale S.r.l. è diventata «Rusconi Libri S.p.A.» e a dicembre 2013 Opportunity torna ad essere proprietà della famiglia Caimi e il 1º gennaio 2014, dall'unione di Evergreen S.r.l e Opportunity S.p.A., nasce Stock Libri S.r.l. Quest'ultima a tutt'oggi distribuisce anche i volumi con il marchio Rusconi Libri S.p.A.
Nel 2020 entra nel gruppo la storica casa editrice romana Fanucci Editore.
Nel 2022 acquisisce il marchio Jaca Book. 
Il gruppo possiede anche alcune librerie sul territorio italiano.

## Collane
- Biblioteca ragazzi
- Biblioteca storica
- Biografie
- Classici rilegati
- Classici del Giallo
- Classici del pensiero
- Classici della Filosofia
- Classici della Poesia
- Classici Greci e Latini, rifondata e diretta da Anna Giordano Rampioni nel 2015
- Classici Rusconi
- Classici rilegati
- Dizionari del Sapere
- Dizionari grandi
- Dizionari medi
- Evergreen
- Gialli e neri
- Gli intramontabili
- Grande biblioteca
- Grandi Classici
- Grandi Classici Greci e Latini
- Grandi Gialli Rusconi
- Grandi libri
- JoyBook
- Mistery
- Più
- Romanzi
- Varia

## Marchi di RL Gruppo Editoriale
- Armenia Edizioni
- Carteduca
- Cartedit
- Diarkos
- Dix
- Fanucci Editore
- Gherardo Casini Editore
- Grillo Parlante
- Idealibri
- Libreria Editrice Goriziana
- Jaca Book
- JoyBook
- KeyBook
- Liberamente
- MF
- Marco Polillo Editore
- Piccola Luna
- Rusconi Libri
- Theoria